# Kameničná (Repubblica Ceca)
Kameničná è un comune della Repubblica Ceca facente parte del distretto di Ústí nad Orlicí, nella regione di Pardubice.